# Så mycket bättre (säsong 5)
Så mycket bättre – säsong 5 var den femte säsongen av Så mycket bättre. Säsongen sändes liksom säsongen innan på TV4, och hade premiär 18 oktober 2014.
Medverkande är Amanda Jenssen, Orup, Ola Salo, Carola Häggkvist, Kajsa Grytt, Love Antell och Familjen. Inspelningen gjordes på pensionatet Grå Gåsen beläget i Burgsvik på södra Gotland.

## Avsnitt
| Nr | Huvudperson      | Sändningsdatum   | Tittarsiffror |
| -- | ---------------- | ---------------- | ------------- |
| 1  | Ola Salo         | 18 oktober 2014  | 2 176 000     |
| 2  | Orup             | 25 oktober 2014  | 1 879 000     |
| 3  | Amanda Jenssen   | 1 november 2014  | 1 636 000     |
| 4  | Kajsa Grytt      | 8 november 2014  | 1 389 000     |
| 5  | Familjen         | 15 november 2014 | 1 206 000     |
| 6  | Carola Häggkvist | 22 november 2014 | 1 985 000     |
| 7  | Love Antell      | 29 november 2014 | 1 312 000     |
| 8  | Duetterna        | 6 december 2014  | 1 309 000     |
| 9  | Återträffen      | 25 december 2014 | 1 003 000     |

## Tolkningar
| - Orup — "Ekokammare" (Svensk version av "Echo Chamber") - Amanda Jenssen — "Calleth You, Cometh I" - Love Antell — "En av oss kommer dö ung" (Svensk version av "One of Us is Gonna Die Young") - Kajsa Grytt — "It Takes a Fool to Remain Sane" - Carola Häggkvist — "Tell Me this Night is Over" - Familjen — "Göra Slut Med Gud" (Svensk version av "Breaking Up With God") Avslutningslåt: Carola Häggkvist - "Tell Me This Night Is Over". - Kajsa Grytt — "Magaluf" - Love Antell — "Från Djursholm till Danvikstull" - Carola Häggkvist — "Sjung halleluja (och prisa Gud)" - Ola Salo — "Trouble" (Engelsk version av "Trubbel") - Familjen — "Regn hos mig" - Amanda Jenssen — "When We Dig For Gold In The USA"" (Engelsk version av När vi gräver guld i USA") Avslutningslåt: Familjen — "Regn hos mig". - Ola Salo — "Dry My Soul" - Familjen — Vill du ha mig? (Svensk version av "Do You Love Me?") - Kajsa Grytt — "Kall" (Svensk version av "Ghost") - Love Antell — "Lyckoland" (Svensk version av Happyland") - Orup — "Magiker" (Svensk version av "Illusionist") - Carola Häggkvist — "For the Sun" Avslutningslåt: Orup — "Magiker". - Familjen — "Slicka mig ren" - Carola Häggkvist — "Bakom allt" - Love Antell — "Dunkar varmt" - Orup — "Brinna" - Ola Salo — "Allt faller" - Amanda Jenssen — "Vågar du vara ensam inatt?" (Tolkning av "Vågar du va ensam?") Avslutningslåt: Ola Salo — "Allt faller". | - Carola Häggkvist — "Nyår" - Ola Salo — "Vi va dom" - Orup — "Det snurrar i min skalle" - Love Antell — "Man ser det från månen" - Kajsa Grytt — "Väger ett andetag" - Amanda Jenssen — "När planeterna stannat" Avslutningslåt: Amanda Jenssen — "När planeterna stannat". - Kajsa Grytt — "Det regnar i Stockholm" - Love Antell — "Tommy tycker om mej" - Orup — "Främling" - Ola Salo — "The Runaway" - Amanda Jenssen — "Fångad av en stormvind" - Familjen — "Tokyo" Avslutningslåt: Love Antell - "Tommy tycker om mej". - Orup — "Pokerkväll på Björngårdsgata" (tolkning av "Pokerkväll i Vårby Gård") - Ola Salo — "Du växer upp" - Amanda Jenssen — "Stjärna där" - Kajsa Grytt — "Spring Ricco" - Familjen — "Vårt hem, vår borg" - Carola Häggkvist — "Gatorna tillhör oss" Avslutningslåt: Kajsa Grytt - "Spring Ricco". - Familjen & Carola Häggkvist — "Det var jag" - Orup & Love Antell — "Då står pojkarna på rad" - Amanda Jenssen & Ola Salo — "Greetings From Space" - Love Antell & Kajsa Grytt — Mellan krigen - Ola Salo & Familjen — "Bli med mig" (svensk version av "Stay With me") - Kajsa Grytt & Amanda Jenssen — "Under skinnet" - Carola Häggkvist & Orup — "Genom allt" |

## Listplaceringar
| Artist           | Låt                                | Topp-placering | Topp-placering | Topp-placering    |
| Artist           | Låt                                | DigiListan     | Svensktoppen   | Sverigetopplistan |
| ---------------- | ---------------------------------- | -------------- | -------------- | ----------------- |
| Amanda Jenssen   | "Calleth You, Cometh I"            | 10             | 3              | 29                |
| Amanda Jenssen   | "Fångad av en stormvind"           | 20             | —              | —                 |
| Amanda Jenssen   | "När planeterna stannat"           | 26             | —              | —                 |
| Amanda Jenssen   | "Vågar du vara ensam inatt?"       | 41             | —              | —                 |
| Amanda Jenssen   | "When We Dig For Gold In The USA"  | 1              | 1              | 4                 |
| Carola Häggkvist | "Bakom allt"                       | 35             | —              | —                 |
| Carola Häggkvist | "For the Sun"                      | 20             | —              | —                 |
| Carola Häggkvist | "Gatorna tillhör oss"              | 22             | —              | —                 |
| Carola Häggkvist | "Nyår"                             | 47             | —              | —                 |
| Carola Häggkvist | "Tell Me this Night is Over"       | 3              | —              | 36                |
| Carola Häggkvist | "Sjung hallelujah (och prisa gud)" | 7              | —              | 48                |
| Familjen         | "Göra Slut Med Gud"                | 52             | —              | 55                |
| Familjen         | "Regn hos mig"                     | 30             | —              | 52                |
| Familjen         | "Tokyo"                            | 52             | —              | —                 |
| Love Antell      | "Från Djursholm till Danvikstull"  | 47             | —              | —                 |
| Love Antell      | "Tommy tycker om mej"              | 28             | —              | —                 |
| Ola Salo         | "Allt faller"                      | 60             | —              | —                 |
| Ola Salo         | "Trouble"                          | 53             | —              | —                 |
| Orup             | "Ekokammare"                       | 48             | —              | —                 |
| Orup             | "Främling"                         | 1              | 5              | 43                |
| Orup             | "Magiker"                          | 12             | —              | —                 |